# Яненко Яків Феодосійович
Яненко Яків Феодосійович (1800—1852) — портретний живописець, академік Імператорської Академії мистецтв.

## Біографія
Син художника Феодосія Івановича Яненко. Дев'ятирічним хлопчиком він, як син академіка, був в 1809 році прийнятий до Імператорської Академії Мистецтв без всяких формальностей і балотування і в ній перебував учнем О. Г. Варнека. Був прийнятий в Академію мистецтв ще дитиною в один рік з Карлом Брюлловим. Протягом всього життя їх пов'язували самі близькі стосунки.
У 1820 році за малюнок з натури Яненко був нагороджений малою золотою медаллю, в наступному 1821 році закінчив академічний курс з атестатом другого ступеня і званням художника XIV класу і незабаром після цього отримав звання «призначеного в академіки». Звання академіка було присуджено йому в 1825 році за портрет професора М. І. Уткіна (знаходиться в залі ради Академії мистецтв).
У 1827 році відправився в Італію, де жив переважно в Римі і писав копії з картин знаменитих італійських майстрів.
Всі приїжджі в Італію російські художники набували в ньому друга і покровителя, він підбадьорював і підтримував їх своїми порадами і нерідко виручав з потреби. З його копій з картин художників італійської школи відомі: «Взяття Богоматері на небо» Тиціана (знаходиться в Московському училищі живопису і скульптури), «Ессе Homo» Гверчино і «Останній день Помпеї». Яненко написав також два портрети імператора Миколи I; його ж пензлю належать кілька образів, в тому числі «Ангели, що підтримують образ Тайної Вечері» (в церкві Академії Мистецтв).
Після повернення з Італії (1836) Яненко став завсідником літературно-художніх «серед» на квартирі Нестора і Платона Кукольників, де збиралися К. П. Брюллов, М. І. Глінка, І. А. Крилов, письменник і перекладач О. М. Струговщиков, карикатурист М. Степанов, і багато інших.
У спогадах друзів Яненко вважався людиною добродушною і м'якою, але за любов до вина отримав кличку «Пьяненко», про що згадує у своєму щоденнику художник Аполлон Миколайович Мокрицький.
Найбільш відомі з його портретів: професора О. Г. Варнека, М. І. Глінки та ін. Роботи Яненко є в Російському музеї, Третьяковській галереї та ін.